# Cot Lagan Cm
Cot Lagan Cm is een bestuurslaag in het regentschap Aceh Barat van de provincie Atjeh, Indonesië. Cot Lagan Cm telt 365 inwoners (volkstelling 2010).